# Farsetia emarginata
Farsetia emarginata är en korsblommig växtart som beskrevs av Bengt Edvard Jonsell. Farsetia emarginata ingår i släktet Farsetia och familjen korsblommiga växter. Inga underarter finns listade i Catalogue of Life.